# Harriet Hosmerová
Harriet Goodhue Hosmerová (nepřechýleně Hosmer; 9. října 1830 Watertown – 21. února 1908 Watertown) byla americká sochařka a bojovnice za ženská práva. 

## Život
Byla dcerou lékaře a absolvovala soukromou dívčí školu v Lenoxu. Jejím bratrancem byl básník William Howe Cuyler Hosmer. V dětství ztratila matku a tři sourozence, kteří zemřeli na tuberkulózu, otec ji proto odvezl na Západ a vedl k otužování a pohybu na čerstvém vzduchu; krátce také pobývala mezi Siouxy. Již v dětství vytvářela drobné figurky zvířat a zřídila si vlastní sochařský ateliér, avšak na uměleckou školu nebyla přijata, protože kursy anatomie podle tehdejší morálky nebyly přístupné ženám. Na radu otcova přítele Waymana Crowa proto anatomii vystudovala soukromě v St. Louis.
Od roku 1853 žila Harriet Hosmerová v ‎‎Itálii‎‎, kde studovala u Johna Gibsona. V roce 1855 vytvořila svoji první sochu v životní velikosti, nazvanou Oinóné. Stala se součástí anglicky hovořící umělecké komunity v Římě, k níž patřili Edmonia Lewisová, Frances Power Cobbeová, Robert Browning, George Eliot a Emma Stebbinsová (Nathaniel Hawthorne zachytil toto prostředí v románu Mramorový faun). 
Hosmerová je označována za první ženu v historii, která měla sochařství jako hlavní zdroj obživy. Stala se prototypem nezávislé a bohémsky zaměřené ženy odmítající společenské konvence. Byla lesbicky orientována, jejími milenkami byly herečka Charlotte Cushmanová a skotská šlechtična Louisa Baringová, známá mecenáška umění.
Ve své tvorbě se zaměřila na figurální skulptury v neoklasicistním stylu, inspirovala se mytologickými náměty a často zobrazovala vnitřně silné ženské postavy. Na Světové výstavě v londýnském Křišťálovém paláci vyvolala senzaci její socha palmyrské královny Zenobie v řetězech. Vytvořila také náhrobek Judith de Palezieux Falconnetové v římské bazilice Sant'Andrea delle Fratte, což byla vůbec první socha amerického umělce umístěná v římskokatolickém kostele. Je autorkou pomníků senátora Thomase Harta Bentona v St. Louis a Marie Bavorské v Neapoli. Vyvinula také vlastní způsob úpravy vápence, který ho učinil k nerozeznání od mramoru.
Po odchodu z Říma Hosmerová dlouho pobývala v Londýně, v devadesátých letech devatenáctého století se vrátila do Ameriky a usadila se v Terre Haute. Její socha Isabely Kastilské byla vystavena na Světové výstavě 1893 v Chicagu jako připomínka čtyřstého výročí objevení Ameriky.  
Zemřela v rodném Watertownu a je pohřbena na tamním hřbitově Mount Auburn. 
Díla Harriet Hosmanové jsou vystavena v dublinském Iveagh House, Metropolitním muzeu umění a v Bostonském výtvarném muzeu. Je po ní také pojmenována hora Mount Hosmer ve státě Iowa, jejíž vrchol v mládí zdolala.

## Galerie

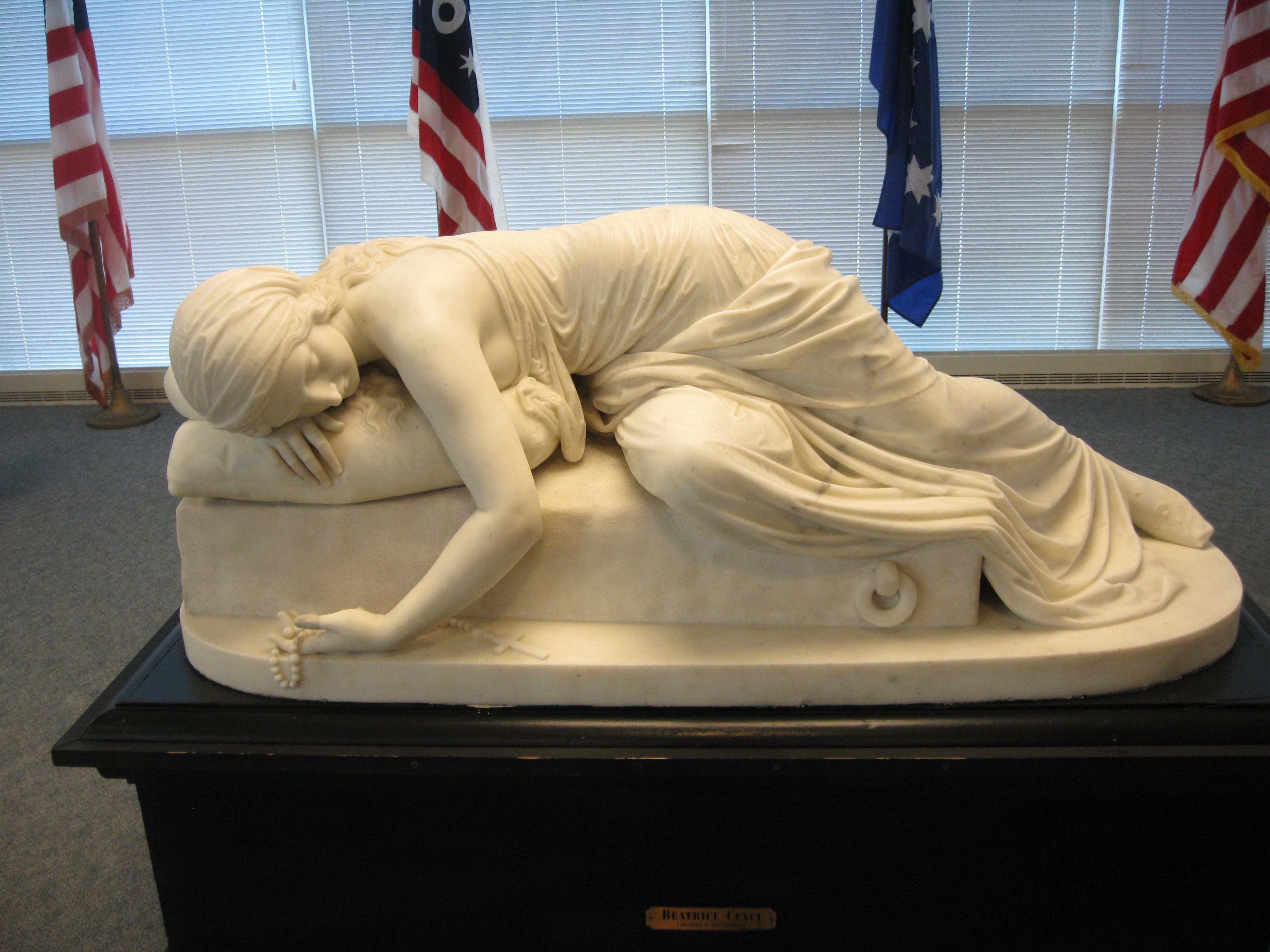
Beatrice Cenci
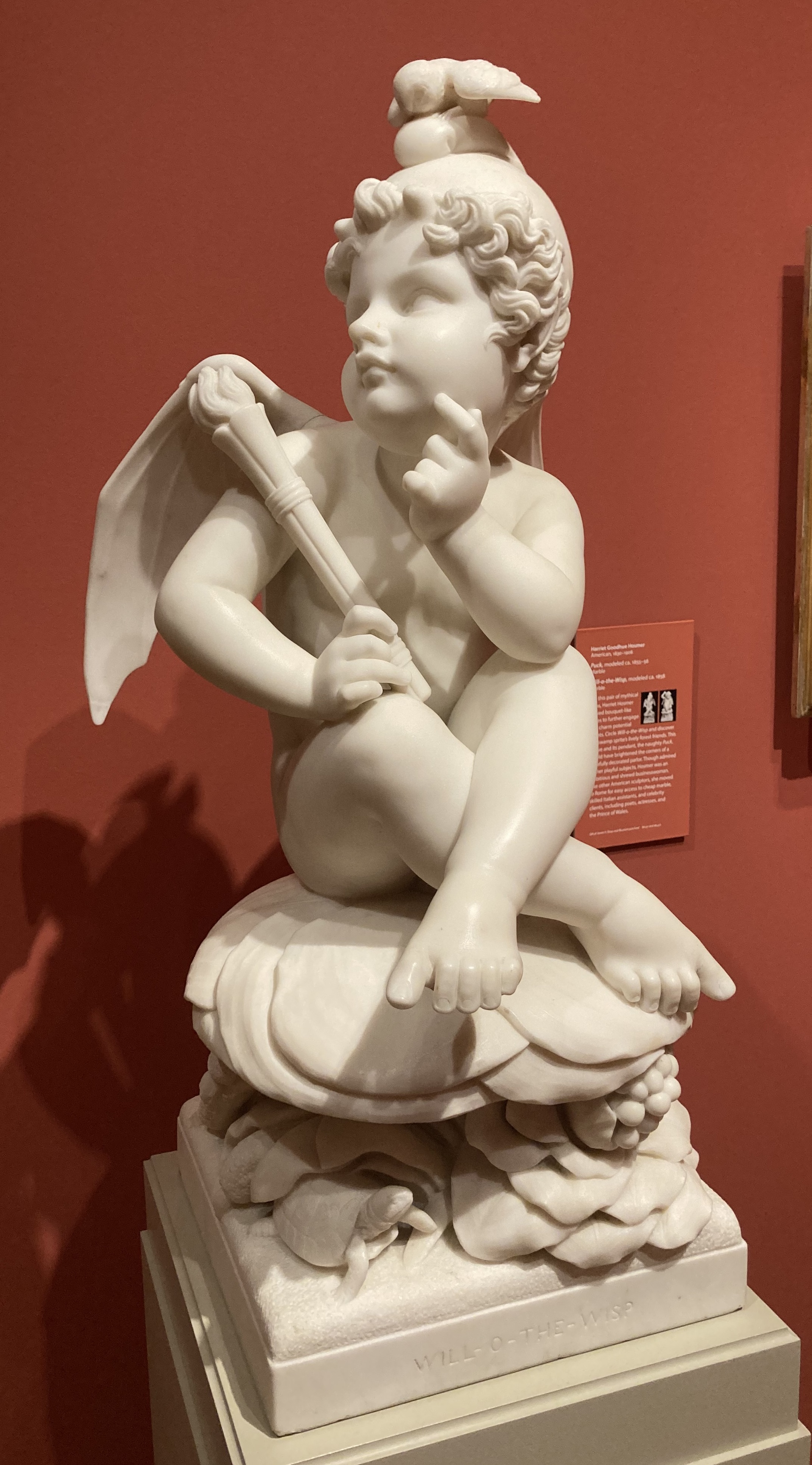
Bludička
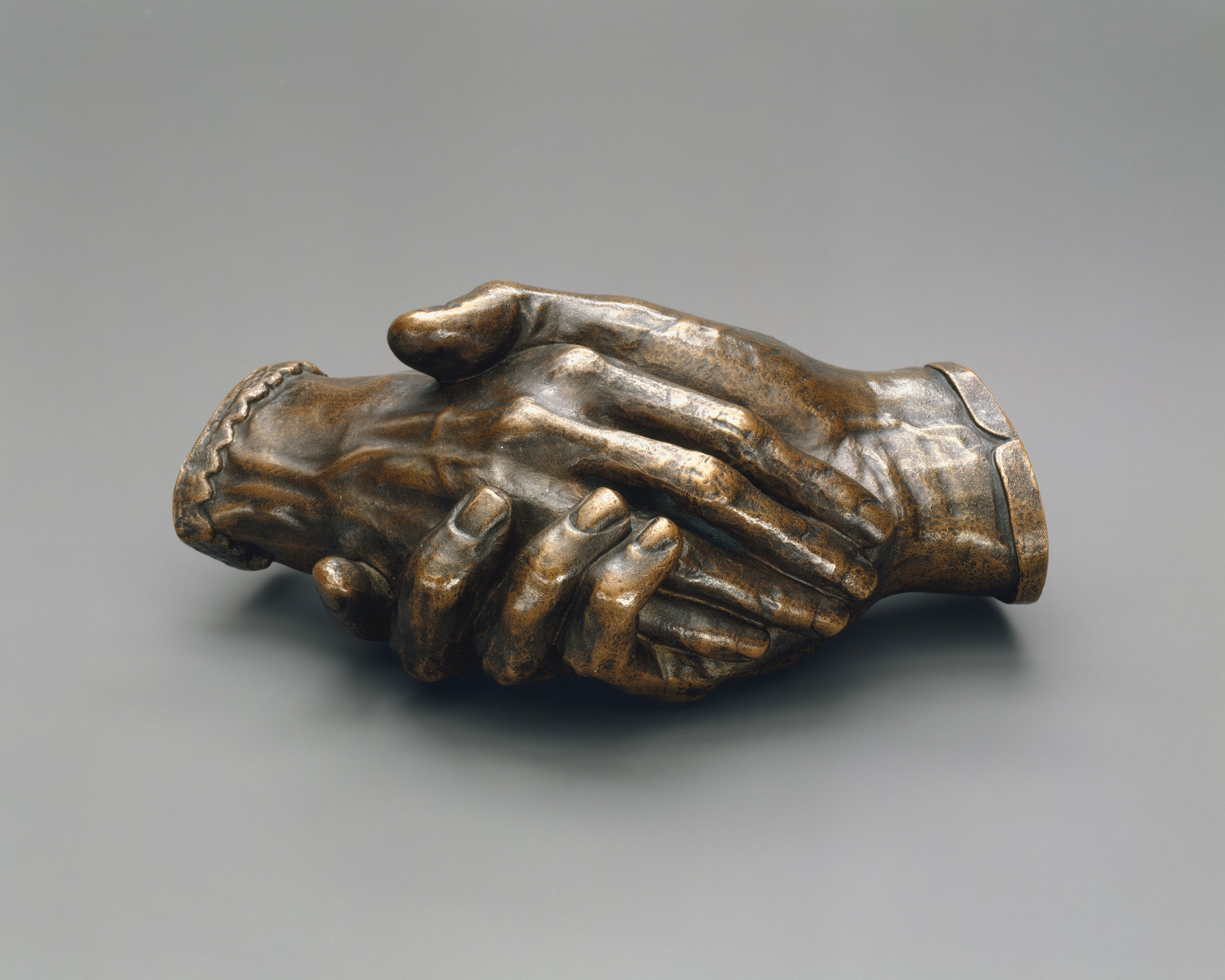
Ruce Roberta a Elizabeth Browningových
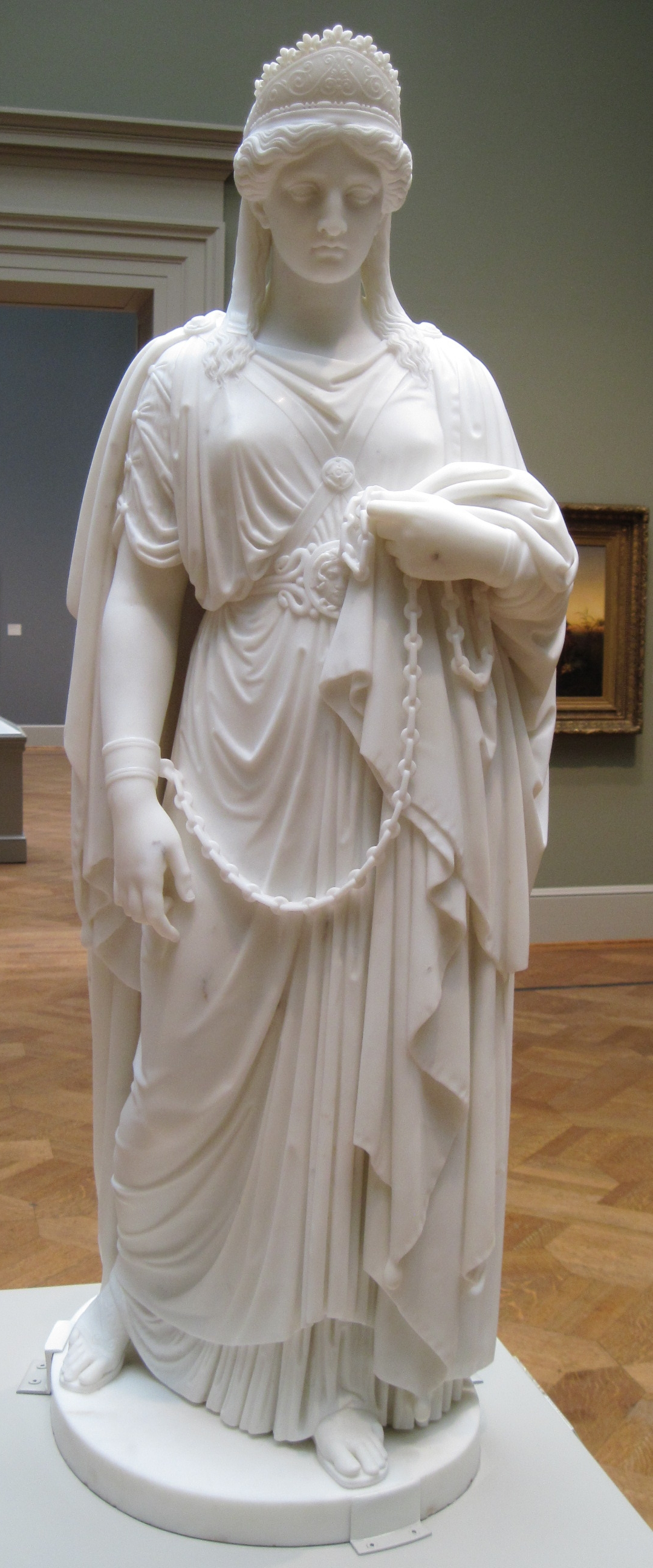
Královna Zenobie
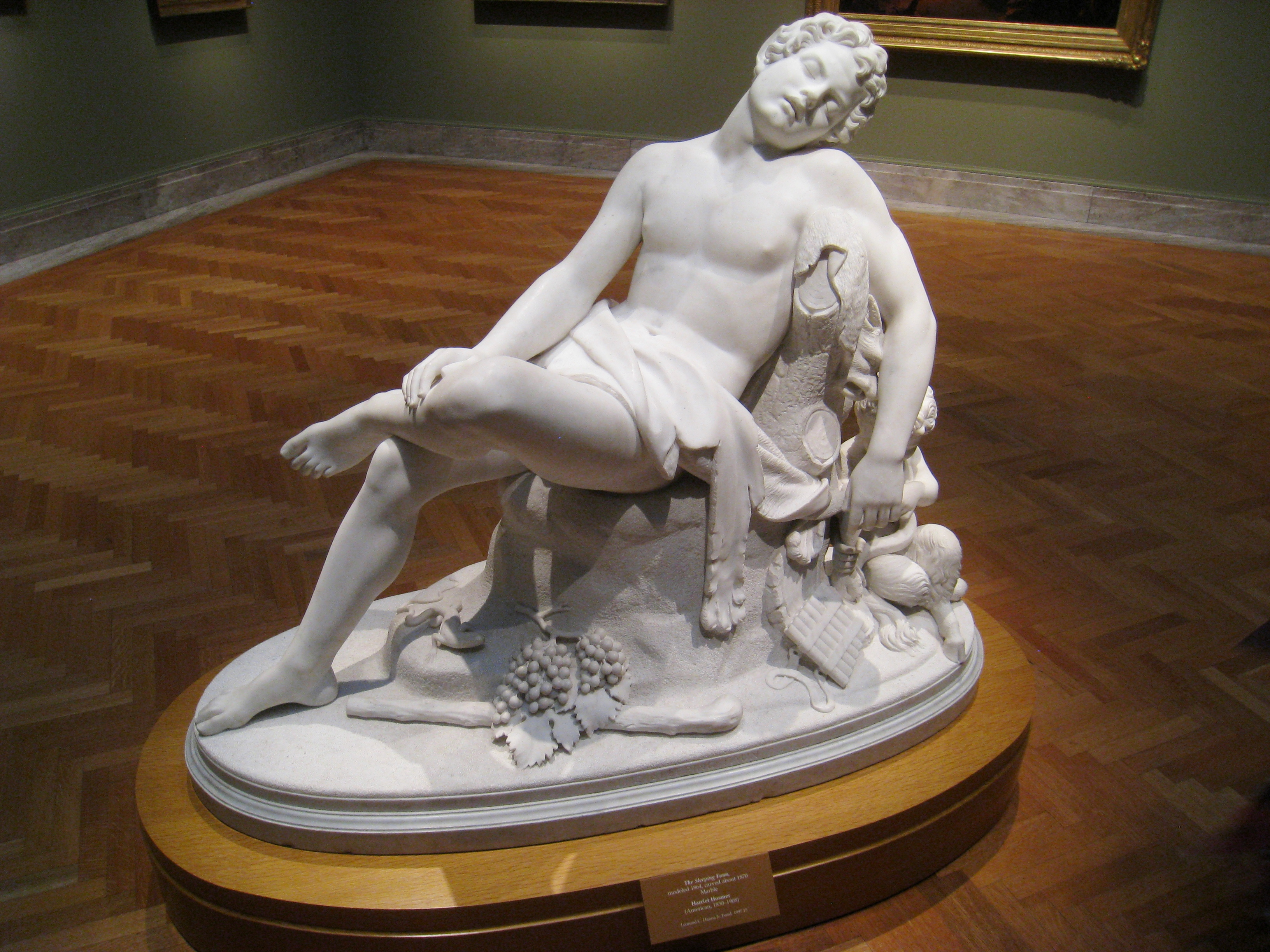
Spící faun